# Hexastyle

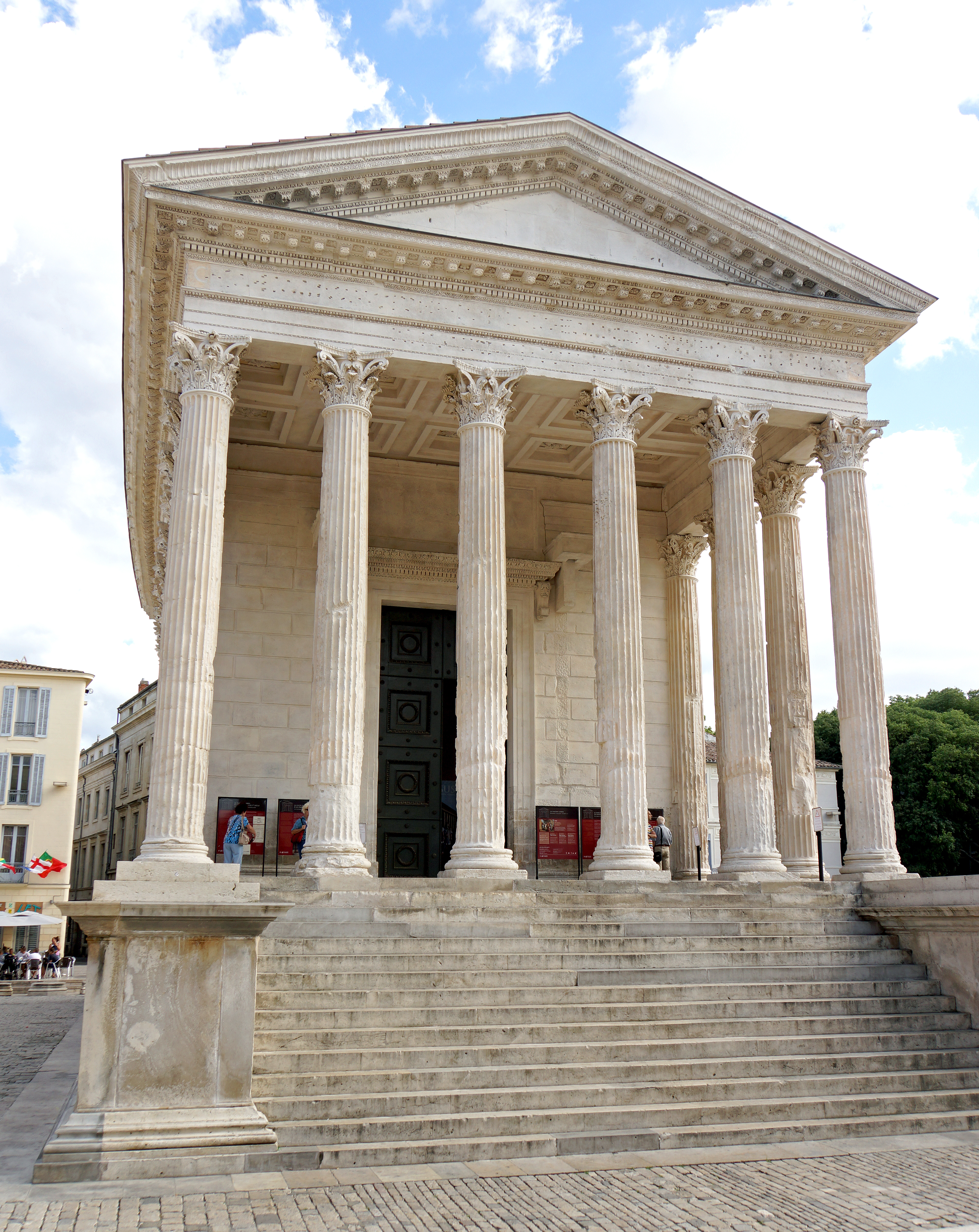
Façade de la Maison carrée à Nîmes.

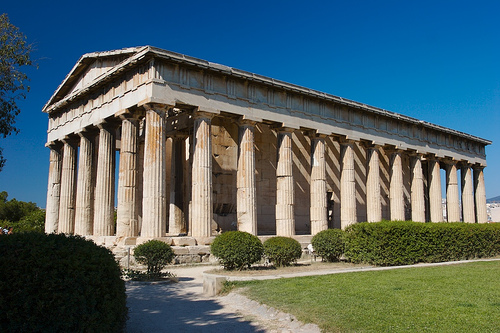
Temple d'Héphaïstos à Athènes.

Un temple grec, et par extension tout bâtiment, est dit hexastyle lorsque sa façade a un portique de six colonnes. Il est octostyle lorsque ce portique a huit colonnes, décastyle lorsqu'il en a dix, et ainsi de suite.
Concomitamment, le rapport du « nombre de colonnes sur les côtés » sur le « nombre de colonnes en façade » dans les temples grecs est en général égal à « 2 n + 1 », formule dans laquelle « n » est le nombre de colonnes de la façade.
Les Romains adoptèrent ce genre de portique pour bon nombre de leurs temples. La Maison carrée à Nîmes est l'exemple le mieux conservé de temple hexastyle avec des colonnes corinthiennes : toutefois dans ce cas, le nombre de colonnes latérales est  « 2 n - 1 ».